# Стейтлайн (Невада)
Стейтлайн (англ. Stateline) — переписна місцевість (CDP) в США, в окрузі Дуглас штату Невада. Населення — 595 осіб (2020).

## Географія
Стейтлайн розташований за координатами 38°57′56″ пн. ш. 119°56′39″ зх. д. / 38.96556° пн. ш. 119.94417° зх. д. (38.965456, -119.944304).  За даними Бюро перепису населення США в 2010 році переписна місцевість мала площу 2,13 км², з яких 1,86 км² — суходіл та 0,27 км² — водойми.

### Клімат
| Клімат : Стейтлайн    | Клімат : Стейтлайн | Клімат : Стейтлайн | Клімат : Стейтлайн | Клімат : Стейтлайн | Клімат : Стейтлайн | Клімат : Стейтлайн | Клімат : Стейтлайн | Клімат : Стейтлайн | Клімат : Стейтлайн | Клімат : Стейтлайн | Клімат : Стейтлайн | Клімат : Стейтлайн | Клімат : Стейтлайн |
| Показник              | Січ.               | Лют.               | Бер.               | Квіт.              | Трав.              | Черв.              | Лип.               | Серп.              | Вер.               | Жовт.              | Лист.              | Груд.              | Рік                |
| Середній максимум, °C | 6,3                | 7,7                | 9,7                | 12,4               | 18,3               | 22,3               | 27,6               | 26,9               | 23,7               | 17,4               | 10,9               | 6,2                | 19,7               |
| Середній мінімум, °C  | −8,1               | −5,6               | −3,7               | −1,1               | 2,7                | 6,0                | 8,8                | 7,6                | 3,8                | −0,9               | −4,8               | −7,6               | −0,2               |
| Норма опадів, мм      | 41                 | 30                 | 20                 | 13                 | 13                 | 61                 | 8                  | 8                  | 8                  | 13                 | 23                 | 36                 | 218                |
| --------------------- | ------------------ | ------------------ | ------------------ | ------------------ | ------------------ | ------------------ | ------------------ | ------------------ | ------------------ | ------------------ | ------------------ | ------------------ | ------------------ |
| Джерело: Weatherbase  |                    |                    |                    |                    |                    |                    |                    |                    |                    |                    |                    |                    |                    |

## Демографія
Згідно з переписом 2010 року, у переписній місцевості мешкали 842 особи в 383 домогосподарствах у складі 150 родин. Густота населення становила 394 особи/км².  Було 463 помешкання (217/км²).
Расовий склад населення:
| - 77,1 % — білих - 5,3 % — азіатів - 2,4 % — чорних або афроамериканців - 0,5 % — корінних американців - 0,2 % — вихідців з тихоокеанських островів - 10,1 % — осіб інших рас |

До двох чи більше рас належало 4,4 %. Частка іспаномовних становила 32,9 % від усіх жителів.
За віковим діапазоном населення розподілялося таким чином: 17,7 % — особи молодші 18 років, 74,5 % — особи у віці 18—64 років, 7,8 % — особи у віці 65 років та старші. Медіана віку мешканця становила 34,4 року. На 100 осіб жіночої статі у переписній місцевості припадало 123,3 чоловіків;  на 100 жінок у віці від 18 років та старших — 129,5 чоловіків також старших 18 років.
Середній дохід на одне домашнє господарство  становив 49 366 доларів США (медіана — 44 080), а середній дохід на одну сім'ю — 53 585 доларів (медіана — 53 371). Медіана доходів становила 35 403 долари для чоловіків та 30 625 доларів для жінок. За межею бідності перебувало 8,1 % осіб, у тому числі 5,5 % дітей у віці до 18 років та 0,0 % осіб у віці 65 років та старших.
Цивільне працевлаштоване населення становило 770 осіб. Основні галузі зайнятості: мистецтво, розваги та відпочинок — 47,1 %, фінанси, страхування та нерухомість — 11,9 %, науковці, спеціалісти, менеджери — 7,3 %, транспорт — 7,0 %.